# 斯托雷古特山
66°53′S 55°27′E / 66.883°S 55.450°E
斯托雷古特山（挪威語：Storegutt）是南極洲的山峰，位於恩德比地，處於愛德華八世灣以西50公里，海拔高度1,465米，該山峰根據挪威探險隊的空中照片被繪入地圖。